# Шольт
Шольт (угор. Solt) — місто в медьє Бач-Кішкун в Угорщині. Місто займає площу 132,67 км², на якій проживає 7163 жителів.